# ونسا مارشال
ونسا مارشال (انگلیسی: Vanessa Marshall؛ زادهٔ ۱۹ اکتبر ۱۹۶۹) یک هنرپیشه اهل ایالات متحده آمریکا است.

## گزیده فیلمشناسی
از فیلم‌ها یا برنامه‌های تلویزیونی که وی در آن نقش داشته‌است می‌توان به آثار زیر اشاره کرد.
- جانی براوو (۲۰۰۱)
- داک داجرز (مجموعه تلویزیونی) (۲۰۰۳–۰۵)
- دختران نیرومند (۲۰۰۴)
- بن ۱۰ (مجموعه تلویزیونی ۲۰۰۵) (۲۰۰۶)
- ولورین و مردان ایکس (مجموعه تلویزیونی) (۲۰۰۹)
- بتمن شجاع و جسور (۲۰۱۰)
- شورشیان جنگ ستارگان (۲۰۱۴–۱۸)
- گردآوری انتقامجویان (مجموعه تلویزیونی) (۲۰۱۴–۱۸)
- نمایش عادی (مردکای و ریگبی) (۲۰۱۵–۱۷)
- آرچر (مجموعه تلویزیونی) (۲۰۱۶)
- عمو پدربزرگ (۲۰۱۶–۱۷)
- خانه لاود (۲۰۱۷)
- ظهور لاک‌پشت‌های نینجا جهش یافته نوجوان (۲۰۱۸)
- فضای نهایی (۲۰۱۹–۲۱)
- جنگ ستارگان: جنگ‌های کلون (مجموعه تلویزیونی ۲۰۰۸) ()
- جنگ ستارگان: بد بچ (۲۰۲۱)

## صداپیشگی
- عنکبوت سیاه (ناتالیا رومانوا) ()
- پلنگ سیاه (شخصیت کمیک) ()
- بتمن: دشمنی ()
- نیروی حیوان خانگی گارفیلد (2009)
- فروغ طلایی (2005)
- لیگ عدالت: جلودارهای جدید ()
- لیگ عدالت: فاجعه در دو زمین ()
- لیگ عدالت: پارادوکس فلش‌پوینت ()
- ابرنواختر (فیلم ۲۰۰۰) ()
- جیمز باند ۰۰۷: شب جهنمی ()
- آگاتا کریستی: قتل در قطار سریع‌السیر شرق ()
- کماندو فوق بشری ()
- کنستانتین (فیلم) ()
- دیابلو ۳ ()
- دیابلو ۳: دروگر ارواح ()
- داینو کرایسیس ۳ ()
- فاینال فانتزی ۲–۱۳ ()
- بی‌عدالتی ۲ ()
- فریدم فایترز ()
- اسلحه (بازی ویدئویی) ()
- هیتمن (بازی ویدئویی ۲۰۱۶) ()
- ۰۰۷: مأمور زیر آتش ()
- جیمز باند ۰۰۷: همه‌چیز یا هیچ‌چیز ()
- کینگدم هارتس ۲ ()
- لگو بتمن: بازی ویدئویی ()
- بازگشت لایتنینگ: فاینال فانتزی ۱۳ ()
- تأثیر فراگیر ()
- تأثیر فراگیر ۳ ()
- متال گیر سالید ۲: پسران آزادی ()
- متال گیر سالید: پرتابل آپس ()
- متال گیر سالید: رهرو صلح ()
- متال گیر سالید ۵: فانتوم پین ()
- جنون سرعت: تحت تعقیب ()
- اونیموشا ۳: محاصره اهریمن ()
- پروتوتایپ (بازی) ()
- ارتش سرخ: پارتیزان‌ها ()
- سایه روم ()
- جسور و زیبا ()
- جین باکره ()
- دکتر دولیتل ۳ ()
- یک سرکش: داستانی از جنگ‌های ستاره‌ای ()